# Bun-O Fujisawa
Pour les articles homonymes, voir Fujisawa (homonymie).
Bun-O Fujisawa (藤沢 文翁, Fujisawa Bun'ō), né le 19 avril 1976, est un dramaturge japonais, metteur en scène, producteur, scénariste et auteur. Il est le fondateur des concepts théâtraux de Voicarion, Reading High, Theatrical-Live. Il est réputé pour être un des pionniers du théâtre-récit accompagné de musique. Il devient membre administratif du théâtre Nô Kitaryu et président de la Fondation Jyuyonsei Kita Roppeita.
Son grand-père est Takeo Fujisawa, un des fondateurs de Honda.

## Carrière
Né le 19 avril 1976 à Roppongi, quartier de Minato à Tokyo, il grandit chez son grand-père Takeo Fujisawa. Après ses études au lycée de Keimei, il s’installe à Paris où sa mère habite et il étudie le théâtre. L’obtention des cours fondamentaux au Royal Holloway à Londres lui ont permis d’entrer par la suite au Goldsmiths College à Londres. Il obtient un bachelor des arts (Drama and Theatre Arts). Il étudie le dramaturge, scénario et écritures auprès des professeurs Robert Gordon et Ajani Raphael.
En 2005, il fait ses débutes en tant que producteur, dramaturge et metteur en scène au King's Head Theatre à Londres avec sa pièce originale Hypnagogia.
En 2007, il rentre au Japon et commence sa carrière en tant que dramaturge mais aussi scénariste pour l’émission de télévision japonaise.
À partir de 2009, il commence à produire le genre « Théâtre Fujisawa » qui reprend la forme du Reader's Theater ou un Théâtre-récit. La particularité de Fujisawa Bun-O est de collaborer avec les meilleurs acteurs et actrices ainsi qu’un compositeur et musiciens de qualité pour accompagner l’histoire comme un théâtre en concert. Il est le fondateur de Sound Theater qui lui permet de produire ses créations.
Depuis mars 2015, il fait partie de l’office Across Entertainment.
En février 2016, il quitte Sound Theater. Au même moment il crée avec Production IG, Theatrical-Live, une série de Théâtre Fujisawa spécialisée en animation.
En avril 2016, il est choisi en tant que scénariste pour Valkyrie Anatomia: The Origin, un jeu vidéo de rôle développé et édité par Square Enix, sorti en 2016 sur iOS et Android.
En mai 2016, il crée avec Toho une nouvelle série de théâtre intitulée Crea Premium Reader's Theater Voicarion, qui sera uniquement jouée au Théâtre Création à Hibiya, Tokyo.
En mai 2017, il devient membre administratif du théâtre Nô Kitaryu et Président de la Fondation Jyuyonsei-Roppeita. En décembre 2017, il crée avec Sony Music Entertainment, Reading High, une nouvelle série de théâtre en 3.5 dimensional.
En mai 2018, son propre fan club est créé sous le nom de B.B. Teddy Club.
En juillet 2018, sa première pièce, Hypnagogia, est jouée avec Sony Music Entertainment dans le cadre de leur 50e anniversaire.
En septembre 2018, son nouveau spectacle dans le cadre de Voicarion, Le Chien de Nobunaga, est jouée à Hakata. L’acteur du théâtre nô Tetsuo Shiozu, qui détient le Nôgaku, classé patrimoine culturel immatériel au Japon, y joue.
En janvier 2019, la pièce Chèvre Note est jouée au Maihama Amphi Theater. Le nombre de spectateurs a atteint les 14,000 en deux jours, ce qui est une phénomène dans le milieu théâtral de ce genre.
En novembre 2019, la pièce Mars Red devient un manga dans le magazine Comic Garden, grâce à l’auteur de manga Karakara-Kemuri.